# 薩穆申
48°36′4″N 26°3′14″E / 48.60111°N 26.05389°E
薩穆申（烏克蘭語：Самушин）是位於烏克蘭西南部的村莊，由切爾諾夫策州切爾諾夫策區的維克諾市鎮負責管轄。該村海拔高度140米，2001年人口382，98%居民使用烏克蘭語。